# Ізвоаре (Думбрава-Рошіє, Нямц)
Ізвоаре (рум. Izvoare) — село у повіті Нямц в Румунії. Входить до складу комуни Думбрава-Рошіє.
Село розташоване на відстані 276 км на північ від Бухареста, 7 км на схід від П'ятра-Нямца, 89 км на захід від Ясс.

## Населення
За даними перепису населення 2002 року у селі проживали 1203 особи, з них 1202 особи (99,9%) румунів. Рідною мовою 1202 особи (99,9%) назвали румунську.